# Tyra Banks
Tyra Lynne Banks (Inglewood, California, 4 de diciembre de 1973), también conocida como BanX, es una supermodelo, actriz, presentadora de televisión y productora cinematográfica estadounidense. 
Banks es reconocida como una de las modelos más famosas de los años 1990. Adquirió popularidad al participar en el desfile anual de la marca Victoria's Secret. En 1997, se convirtió en la primera modelo afrodescendiente en posar para la edición de trajes de baño de la revista Sports Illustrated. Se retiró del modelaje en el año 2005 y desde entonces es productora y presentadora de dos programas de televisión, America's Next Top Model y The Tyra Banks Show.

## Primeros años

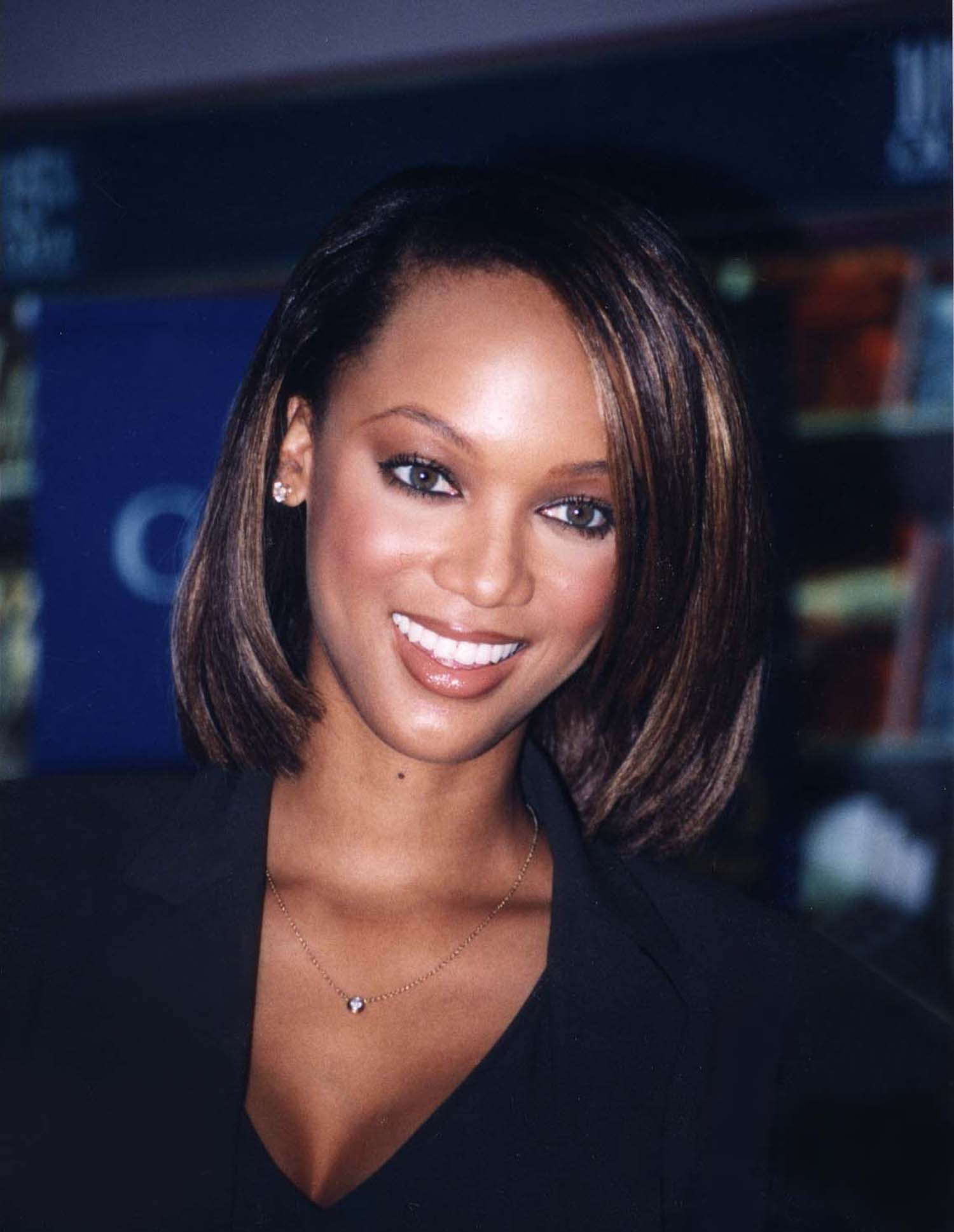
Tyra Banks en Cannes en 1995.

Banks nació en Inglewood (California) y asistió al Immaculate Heart High School, un colegio privado católico independiente y solo para chicas en Los Ángeles. En la etapa de crecimiento era muy delgada y a menudo se burlaban de ella; la considerada un "patito feo"; cuando Banks tenía 11 años, creció tres pulgadas y perdió 30 libras en tres meses. Banks posteriormente dijo que esta fue una etapa muy difícil de su vida y que desarrolló un «problema bastante importante de preocupación sobre su imagen».
En 1991, Banks estaba a punto de comenzar su primer año en la universidad en el Claremont McKenna College cuando Elite Model Management le dio a los diecisiete años su primer trabajo de modelo. Antes de entrar en el mundo de la moda, Banks había sido rechazada varias veces en pruebas para trabajar como modelo. Banks declaró posteriormente, sobre su primer trabajo, que no lo consideró en su momento el primero en una larga carrera en la moda: «Una representante vio fotografías mías y dijo que yo era la única chica que quería llevar a París. No me marché pensando que me convertiría en una importante modelo. Solo quería ganar dinero para la universidad».
Banks afirma que la mayor parte del tiempo evita beber alcohol y que nunca ha utilizado otras drogas recreativas.
En America's Next Top Model, Banks discutió los resultados de una prueba genealógica de ADN de Ancestry.com que le dio resultados "79% africanos, 14% británicos y 6% nativos americanos".

## Carrera

### Modelo

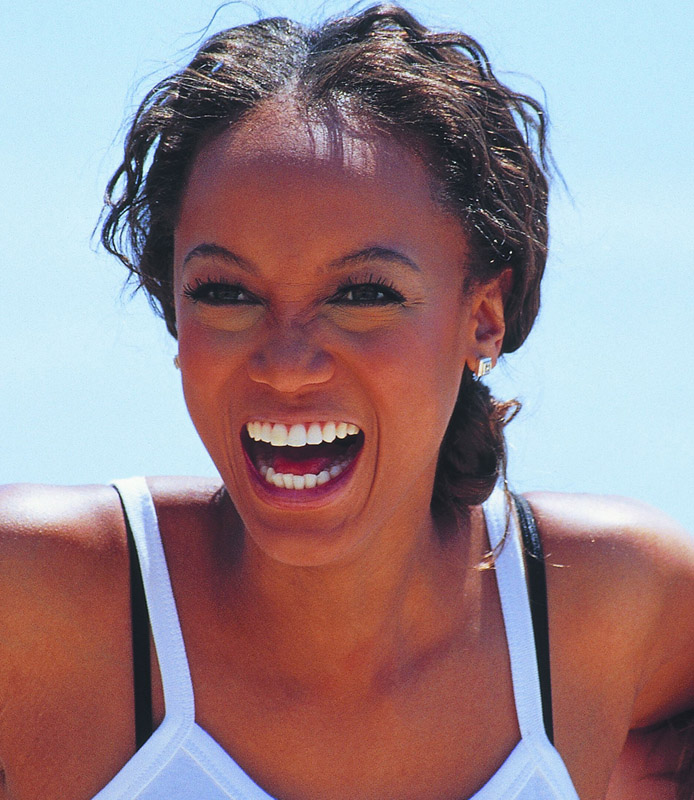
Tyra Banks en Cannes en 2000.

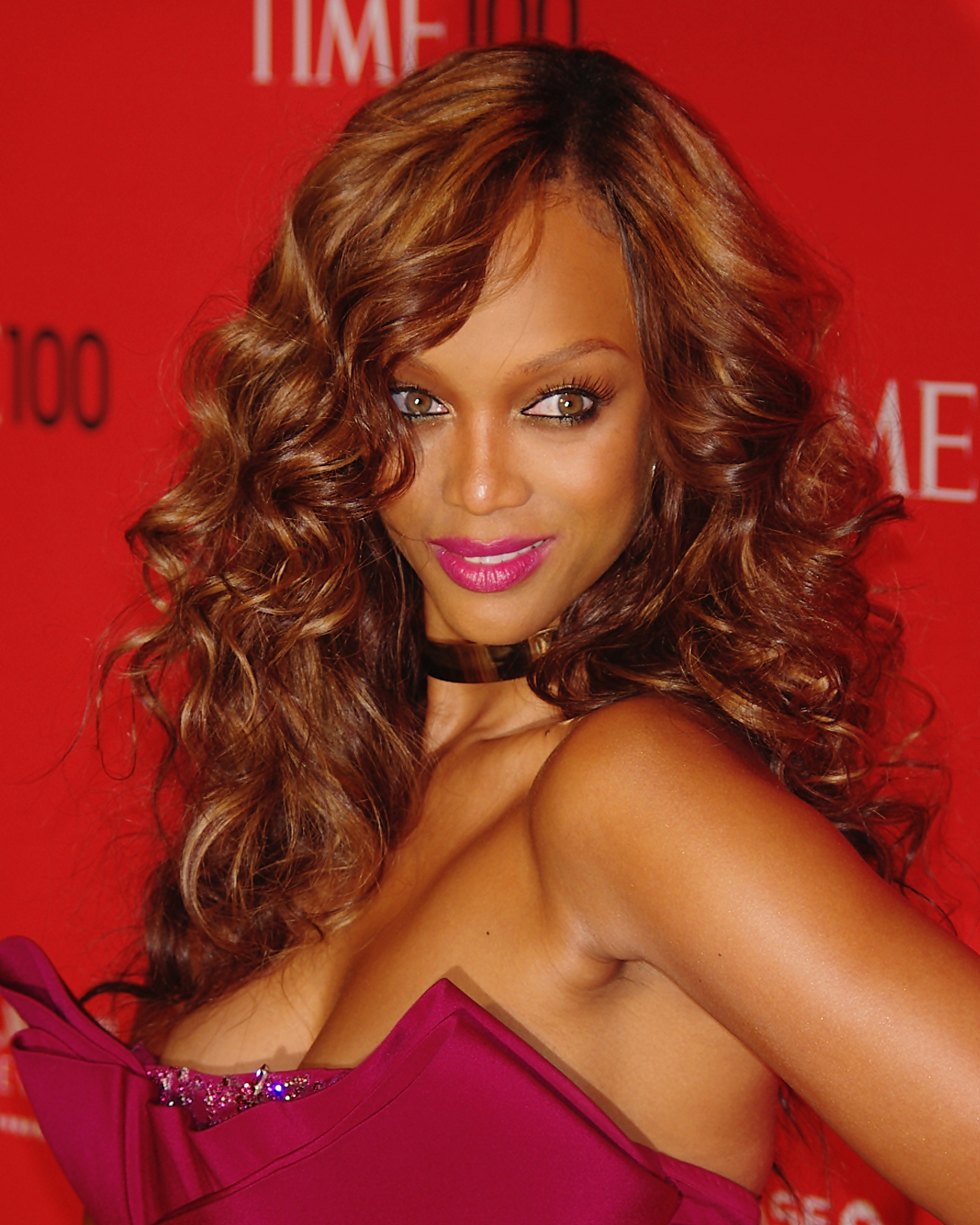
Tyra Banks en Cannes en 2012.

La carrera de Banks despegó cuando cambió la alta costura por el mercado comercial. Fue la primera afrodescendiente en aparecer en una portada de GQ, en el número dedicado a trajes de baño, pero es más famosa por su trabajo como modelo de Victoria's Secret. Ganó el prestigioso Premio Michael a la supermodelo del año.
También ha desfilado junto a las modelos más conocidas, como Naomi Campbell, Valeria Mazza o Kate Moss. Ha aparecido en una variedad de revistas, anuncios y vallas publicitarias. Sus trabajos como modelo incluyen pasarelas o publicaciones para CoverGirl, Swatch, Pepsi, Nike, XOXO, LensCrafters, Tommy Hilfiger, Victoria's Secret, Polo Ralph Lauren, Dolce & Gabbana, Yves Saint-Laurent, Chanel, Escada, Anna Sui, Liz Claiborne and Richard Tyler. Ha aparecido en revistas internacionales de moda, siendo portada de Vogue, ELLE, Amica, ELLEgirl, L'Officiel, Harper's Bazaar, Photo, Cosmopolitan y Sports Illustrated.
En un tiempo en que predominaban las modelos de extrema delgadez, Banks sobresalía con un físico más voluptuoso, con 1,80 cm de altura y unas medidas de 86-60-89. 
Además de su éxito como modelo, Banks comenzó a convertirse en una personalidad de los medios de comunicación después del año 2000. Se convirtió en la creadora, presentadora, jurado principal y productora ejecutiva del programa de televisión America's Next Top Model. Banks también trabajó en el mundo de la música al lanzar el sencillo "Shake ya body", producido por Darkchild y en cuyo vídeo participaron algunas de las concursantes de America's Next Top Model.
Banks se retiró del mundo de la moda en 2005. Hizo su última pasarela en el Victoria's Secret Fashion Show de ese año.
En 2019, 26 años después, Banks reaparece en la portada de la revista Sports Illustrated. A sus 45 años, con un pequeñísimo bikini amarillo bajo el titular "De modelo a influyente".

### Televisión

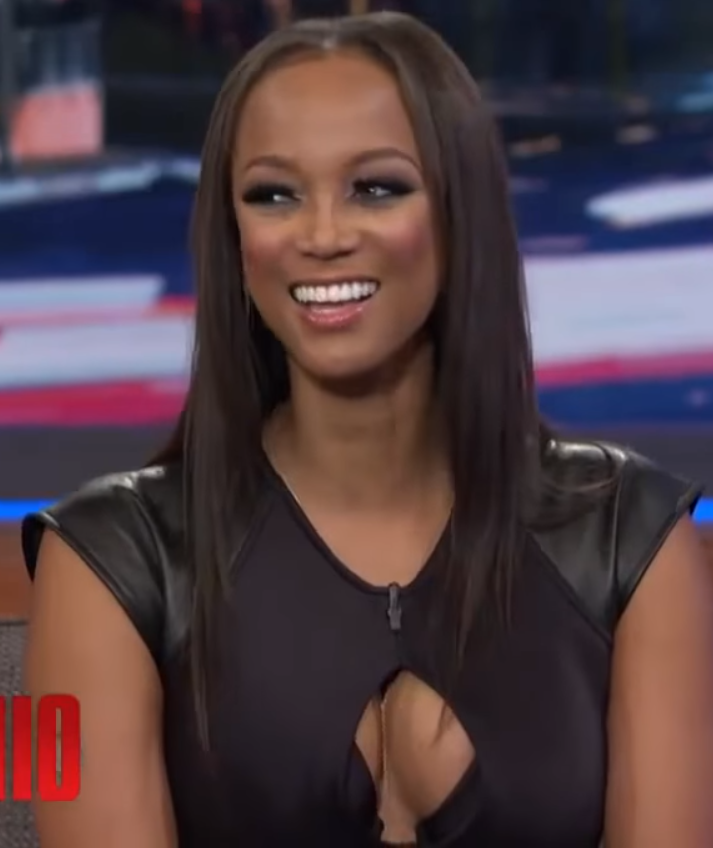
Tyra Banks en Cannes en 2014.

La carrera televisiva de Banks comenzó con la cuarta temporada de The Fresh Prince of Bel-Air, interpretando a Jackie, la exnovia de Will Smith. También apareció en Felicity y en la tercera temporada de Gossip Girl en el papel de Ursula. Aparte de su papel de productora ejecutiva, presentadora y jurado jefe del programa de televisión America's Next Top Model, comenzó a presentar The Tyra Banks Show, un talk show que se estrenó en los Estados Unidos el 12 de septiembre de 2005, , muy parecido al formato inicial de The Oprah Winfrey Show. El programa se emitió en Estados Unidos hasta mayo de 2010. 
En el 2011 hizo una participación especial en el final de temporada del programa de televisión Mexico's Next Top Model.
También hizo una aparición especial en el programa Shake It Up de Disney Channel y en el capítulo 5x06 de la serie Glee.
Por otro lado, hizo su aparición en la serie Black-ish y participó en la comedia de situación How I Met Your Mother interpretando a Bianca.

### Música
Banks apareció en el vídeo de "Black or White" de Michael Jackson en una escena en donde Glen Chin se transforma en ella, con su compañera supermodelo Linda Evangelista, en el vídeo "Too Funky" de George Michael. En 2004, grabó su primer y único sencillo, Shake Ya Body. También realizó un sencillo con la estrella de la NBA Kobe Bryant, "K.O.B.E.", y otro en la película de Disney Life-Size, titulado "Be A Star".
En 2015 estrenó su videoclip con concursantes de ANTM ciclo 22, "BOOTYFUL", para dar publicidad a su línea de cosméticos, "Tyra Beauty".

### Cine
Banks ha tenido papeles menores en muchas películas. Su debut fue en 1995 con Higher Learning (Semillas de Rencor). Coprotagonizó con Lindsay Lohan la película de Disney, Life-Size, haciendo el papel de una muñeca llamada Eve que se convierte en persona. También coprotagonizó Love Stinks en 1999, Coyote Ugly en el 2000 realizando el papel de Zoe, una joven camarera en el bar que luego decide ir a estudiar a la universidad y Halloween: Resurrection en el 2002. Participó en "Hannah Montana: la película" de la actriz-cantante Miley Cyrus en el 2009 interpretándose a sí misma.
Según el canal E! (Entertainment Televisión), Tyra Banks se encuentra en el primer puesto de las modelos más ricas de la televisión con una fortuna de 70.000.000 (setenta millones) de dólares, por encima de Heidi Klum que se encuentra en el segundo lugar.
En 2016, apareció como una estrella de la música en el programa Black°Ish y apareció en CELEBRITY APRENDICE.
En 2017 estará de vuelta en el cine con Life-Size 2, protagonizándola Tyra Banks como "Eve" la dulce muñeca que conquistó a la audiencia en la primera parte.

### Escritora
En 1998, Banks fue coautora de un libro titulado Tyra's Beauty, Inside and Out. Anunció en mayo de 2010 que escribiría una novela, titulada Modelland, basada libremente en su propia experiencia como modelo. Fue publicado en septiembre de 2011, con la intención de ser el primero de una serie planificada de tres partes; Modelland encabezó la lista de los más vendidos del The New York Times Best Seller list en octubre de 2011. En 2018, Banks y su madre, Carolyn London, fueron coautoras de un libro titulado "Perfect is Boring".

## Empresaria

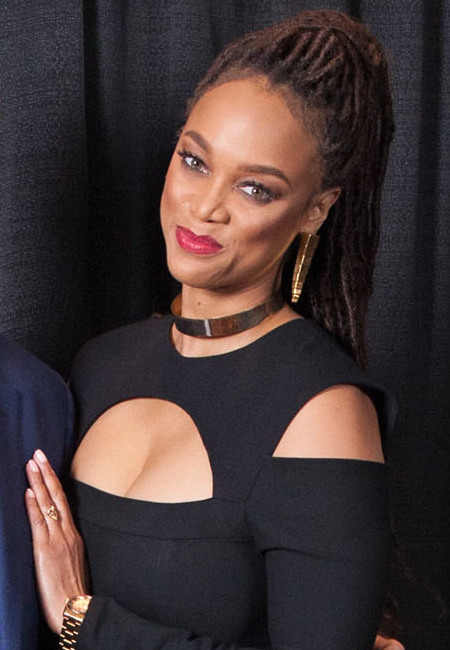
Tyra Banks en Cannes en 2016.

En 2014 mostró al mundo su nuevo trabajo. Tyra Banks estudió 3 años en Harvard, en el área de Negocios, sobre la estrategia en el liderazgo, marketing, finanzas, contabilidad, negociación y macroeconomía . Aprendió allí como ser una empresaria influyente, no sólo lucrar con su trabajo. Se tituló para poder luego lanzar al mercado sus cosméticos de belleza "Tyra Beauty" .
Esto es algo muy parecido a la forma que trabaja AVON. Tyra Banks ha preparado a sus vendedoras llamadas, " beauty tainers". Son mujeres, y hombres que tienen la capacidad y oportunidad de vender desde su propio hogar, sin tener que abandonar familia, estudios o trabajo. Pueden generar sus propios ingresos y ser sus propios jefes. En las últimas semanas de enero de 2016, alrededor de 60 vendedoras tuvieron la oportunidad de estar en una gala que Tyra les preparó y cada una le otorgó un presente. 
Tyra Banks empezó a desligarse de su programa America's next top model. No está en programas de TV, sino más bien muy enfocada a lo que es su empresa y sus productos de belleza. Está apasionada y muy vinculada con los negocios. Dando charlas motivacionales a los futuros empresarios, dando conferencias acerca de la vida, negocios, trabajo, dinero. Aun con todo este cambio que ha tenido últimamente, su pasión por ayudar a jóvenes sigue intacto, ya que con su línea de belleza, esa fue su primera idea, que puedan sentirse bien consigo mismas y poder subir su autoestima.

## Vida personal
Mantuvo una relación con el fotógrafo noruego Erik Asla desde 2013 hasta 2017. En 2016 nació su único hijo, York Banks Asla, que nació a través de maternidad subrogada pero es hijo biólogico de Banks.

## Filmografía

### Cine
| Año  | Título                      | Rol                          | Notas                  |
| ---- | --------------------------- | ---------------------------- | ---------------------- |
| 1995 | Higher Learning             | Deja                         |                        |
| 1999 | Love Stinks                 | Holly Garnett                |                        |
| 1999 | The Apartment Complex       | Ella misma                   | Película de televisión |
| 2000 | Love & Basketball           | Kyra Kessler                 |                        |
| 2000 | Life-Size                   | Eve                          | Película de televisión |
| 2000 | Coyote Ugly                 | Zoe                          |                        |
| 2002 | Halloween: Resurrecion      | Nora Winston                 |                        |
| 2002 | Eight Crazy Nights          | Vestido de Victoria's Secret | Voz                    |
| 2004 | Larceny                     | Ella misma                   |                        |
| 2007 | Mr. Woodcock                | Ella misma                   | Cameo                  |
| 2008 | Tropic Thunder              | Ella misma                   | Cameo                  |
| 2009 | Hannah Montana: La Película | Ella misma                   | Cameo                  |
| 2018 | Life-Size 2                 | Eve                          | Película de televisión |

### Televisión
| Año           | Título                       | Papel                                   | Notas                                          |
| ------------- | ---------------------------- | --------------------------------------- | ---------------------------------------------- |
| 1993          | The Fresh Prince of Bel-Air  | Jackie Ames                             | Temporada 4                                    |
| 1996          | All That                     | Cliente                                 | Episodio: "Tyra Banks/Blackstreet"             |
| 1997          | New York Undercover          | Natasha Claybourne                      | Invitada, 3 episodios                          |
| 1998          | Space Ghost Coast to Coast   | Ella misma                              | Episodio: "Chinatown"                          |
| 1999          | Just Shoot Me!               | Ella misma                              | 2 episodios                                    |
| 1999          | The Hughleys                 | Nicole                                  | Episodio: "Sap and the Star"                   |
| 2000          | MADtv                        | Katisha Latisha Parisha Farisha Johnson | Invitada, 2 episodios                          |
| 2000          | Felicity                     | Jane Scott                              | Invitada, 3 episodios                          |
| 2001          | Soul Food                    | Nina Joseph                             | Episodop: "Ordinary Pain"                      |
| 2003–2018     | America's Next Top Model     | Ella misma                              | Conductora, jurado y creadora                  |
| 2004          | All of Us                    | Roni                                    | Episodio: "O Brother, Where Art Thou?"         |
| 2004          | American Dreams              | Carolyn Gill                            | Episodio: "Chasing the Past"                   |
| 2005–2010     | The Tyra Banks Show          | Ella misma                              | Jueza                                          |
| 2009          | Gossip Girl                  | Ursula Nyquist                          | Episodio: "Dan de Fleurette"                   |
| 2011          | Mexico's Next Top Model      | Ella misma                              | Juez invitada; ciclo 2 episodio final          |
| 2012          | Vietnam's Next Top Model     | Herself                                 | Juez invitada; ciclo 2 episodio final          |
| 2012–2013     | Shake It Up                  | Señorita Burke                          | Estrella invitada, 2 episodios                 |
| 2012          | Top Model po-russki          | Ella misma                              | Jueza invitada; ciclo 3 episodio final         |
| 2013          | Asia's Next Top Model        | Ella misma                              | Jueza invitada; ciclo 1 episodio final         |
| 2013          | Glee                         | Bichette                                | Episodio: "Movin' Out"                         |
| 2014          | Korea's Next Top Model       | Ella misma                              | Jueza invitada; ciclo 5 episodio de Casting    |
| 2015          | Australia's Next Top Model   | Ella misma                              | Jueza invitada; ciclo 9 episodio final         |
| 2015          | FABLife                      | Ella misma                              | Conductora                                     |
| 2015          | Black-ish                    | Gigi Franklin                           | Invitada, 1 episodio: "Plus Two Isn't a Thing" |
| 2017          | The New Celebrity Apprentice | Ella misma                              | 3 episodios                                    |
| 2017-presente | America's Got Talent         | Ella misma                              | Presentadora                                   |
| 2019          | Germany's Next Topmodel      | Ella misma                              | Invitada; ciclo 14 final                       |
| 2020          | Celebrity Watch Party        | Ella misma                              | 6 episodios                                    |
| 2020-presente | Dancing with the Stars       | Ella misma                              | Presentadora (temporada 29)                    |

### Videos musicales
| Año  | Video musical          | Artista         |
| ---- | ---------------------- | --------------- |
| 1991 | "Black or White"       | Michael Jackson |
| 1991 | "Love Thing"           | Tina Turner     |
| 1992 | "Too Funky"            | George Michael  |
| 1995 | "Trife Life"           | Mobb Deep       |
| 1996 | "Don't Wanna Lose You" | Lionel Richie   |
| 2004 | "Shake Ya Body"        | Ella misma      |
| 2015 | "BOOTYful"             | Ella misma      |
| 2016 | "Child's Play"         | Drake           |